# Amycus thoracicus
Amycus thoracicus är en spindelart som beskrevs av Władysław Taczanowski 1878. Amycus thoracicus ingår i släktet Amycus och familjen hoppspindlar. Inga underarter finns listade i Catalogue of Life.